# Fullánk hadművelet
A Fullánk hadművelet (horvátul: Operacija Žalac, szerbül: Operacija Žaoka) a Krajinai Szerb Autonóm Terület (SAO Krajina), a Horvát Köztársasággal szemben álló, de általa el nem ismert horvátországi szerb régió erői által végrehajtott offenzíva volt a horvátországi háború idején, 1991. július 26-27-én a Banovina régióban a horvát rendőrség állásai ellen. Az offenzíva elsősorban a glinai és kozibrodi rendőrőrsöket, valamint a Dvor és Kozibrod közötti falvak vonalában lévő horvát rendőri állásokat célozta meg. Glina és Kozibrod mellett heves harcok zajlottak a Dvortól északra fekvő Struga faluban, ahol a horvátországi szerb erők strugai és a közeli Zamlača faluból elhurcolt horvát civilekből álló emberi pajzsot alkalmaztak.
A horvátországi szerb lázadók elfoglalták a glinai rendőrőrsöt, de Strugában még azelőtt megállították őket, mielőtt a Jugoszláv Néphadsereg (JNA) odaérkezett volna, hogy a falak között pufferzónát alakítsanak ki, illetve a JNA utólagos magyarázata szerint segítsék a horvát rendőrséget a kiürítésben. Július 29-én, amikor a nem szerb polgári lakosság elhagyta Kozibrodot és a tőle délre fekvő falvakat, a kozibrodi rendőrőrsöt is kiürítették. A harcok eredményeként a régió nagy része a szerb fegyveresek és JNA ellenőrzése alá került. A harcokat követően több horvátországi szerb fegyveres egység megfenyegette a dvori körzeti parancsnokot, őt hibáztatva egységük tagjainak a harcokban bekövetkezett haláláért. Ezt követően több olyan horvát civilt is megöltek, akiket a dvori egészségügyi központban kezeltek. A horvát hatóságok háborús bűnök miatt vádat emeltek Dragan Vasiljković ellen, konkrétan a civilek halálát okozó glinai támadás vezetése, valamint hadifoglyok megsebesítése és meggyilkolása miatt. Vasiljkovićot 2006-ban tartóztatták le Ausztráliában, és 2015. július 8-án kiadták Horvátországnak. 2017. szeptember 26-án Split-Dalmácia megye bírósága 15 év börtönbüntetésre ítélte. 2020 márciusában szabadult a börtönből.

## Előzmények
1990-ben, a horvát szocialisták választási vereségét követően az etnikai feszültségek tovább fokozódtak. A Jugoszláv Néphadsereg ezután az ellenállás minimalizálása érdekében elkobozta Horvát területvédelem (Teritorijalna obrana) fegyvereit. Augusztus 17-én a feszültség a horvátországi szerbek nyílt lázadásává fajult, amelynek középpontja a dalmát hátországnak Knin körüli, túlnyomórészt szerbek lakta területei, Lika, a Kordun, Banovina és Kelet-Horvátország részei voltak. 1991 januárjában, miután Szerbia két sikertelen kísérletet tett (amelyet Montenegró, valamint a szerbiai Vajdaság és Koszovó tartományok támogattak), hogy megszerezze a jugoszláv elnökség jóváhagyását a JNA bevetéséhez a horvát biztonsági erők leszerelésére, márciusban a szerb felkelők és a horvát különleges rendőrség közötti vértelen összecsapás  után maga a JNA, (Szerbia és szövetségesei támogatásával) kérte a szövetségi elnökséget, hogy adjon a számára háborús jogosítványokat és hirdessen ki rendkívüli állapotot. A kérelmet március 15-én elutasították, és a JNA lényegében Slobodan Milošević szerb elnök irányítása alá került. Milošević, aki Jugoszlávia megőrzése helyett a Szerbia bővítésére irányuló kampányt részesítette előnyben, nyilvánosan azzal fenyegetőzött, hogy a JNA-t szerb hadsereggel váltja fel, és kijelentette, hogy nem ismeri el többé a szövetségi elnökség fennhatóságát. A fenyegetés arra késztette a JNA-t, hogy Szerbia bővítése érdekében fokozatosan feladja Jugoszlávia megőrzésének terveit. A hónap végére, miután a JNA a felkelők oldalán avatkozott be, és megakadályozta a horvát rendőrség intézkedését, a konfliktus halálos kimenetelűvé fajult. Április elején a horvátországi szerb lázadás vezetői kinyilvánították szándékukat, hogy az ellenőrzésük alatt álló, a horvát kormány által szakadár régiónak tekintett területet Szerbia területébe integrálják. A szerbek döntését a Horvát Köztársaság kormánya lázadásnak nyilvánította. 1991 júniusában Horvátország kikiáltotta függetlenségét Jugoszláviától. A feszültség végül teljes körű háborúba tört ki, amely 1995-ig tartott.

## Közvetlen előzmények
Júniusban a konfliktus Banovina régióban is kiéleződött, amelyet addigra a Krajinai Szerb Autonóm Terület (SAO Krajina) részévé nyilvánítottak. A régió három települése, Dvor, Glina és Hrvatska Kostajnica, bár mindegyikben jelentős számban laktak nem szerbek is, túlnyomórészt szerb lakosságú volt. Június 24-én a sziszeki rendőrkapitányság az Una folyó völgyében, a Dvor–Hrvatska Kostajnica út mentén fekvő Kozibrod faluban új rendőrállomást állított fel. A személyi állomány két szakasz rendőr, valamint a 2. gárdadandár sziszeki századából, és a Nemzeti Gárdából (ZNG) érkező egységek voltak. Az új állomás heves reakciót váltott ki a SAO Krajinai hatóságaiból, akik a rendőrőrs felállításának napján ultimátumot intéztek a horvát hatóságokhoz, melyben követelték annak eltávolítását, és erőszakkal fenyegetőztek arra az esetre, ha Horvátország nem teljesíti ultimátumukat.
Június 25-ről 26-ra virradó éjszaka a SAO Krajina erői átvették az irányítást a dvori rendőrőrs felett, és megtámadták a glinai rendőrőrsöt. A lázadóknak kevesebb, mint egy órára sikerült elfoglalniuk a glinai rendőrőrsöt, mert a Lučko Terrorelhárítási Egység és a Sziszekről kiküldött rendőri erősítések visszaszorították őket. A veszteség horvát rendőrök közül egy halott és hat megsebesült volt. Annak ellenére, hogy a szerb támadás után a glinai rendőrőrs nem maradt a SAO Krajina ellenőrzésében, 16 horvát rendőrt elfogtak és túszul ejtettek. A foglyokat a knini táborba és egy golubići fogdába szállították. A harcokra válaszul a JNA a két városba csapatokat telepített. Ugyanazon a napon új harcok robbantak ki Hrvatska Kostajnica közelében. Június utolsó napjaiban sok szerb civil, különösen Dvorból, a biztonság kedvéért Bosanski Novi környékére menekült. Június 28-án már csak néhány nő, gyerek és idős maradt Glinában. A város üzleteit bezárták, utcáin pedig JNA páncélozott járművei járőröztek. A harcok után a JNA csapatait a rendőrőrs körül helyezte el, míg a város többi részét a horvátországi szerb lázadók ellenőrizték.
Július közepén Dragan Vasiljkovićot a horvátországi szerb krajinai fővárosból, Kninből Banovinába vezényelték, hogy ott koordinálja a lázadó erőket. Július 21-ig a helyi parancsnokok irányították munkáját, ám két nappal később egy dvori találkozón, amelyen részt vett Milan Martić, a SAO Krajina az egyik legjelentősebb vezetője is bejelentették, hogy a horvátországi szerb erők regionális parancsnokává nevezik ki. Július 24-én, egy nappal a regionális parancsnokság felállítása után a szerb lázadók elfogadták a Vasiljković által előterjesztett katonai tervet, amelynek célja a horvát erők Banovinából való eltávolítása volt. Július 25-én aknavetőből 14 lövést adtak le a kozibrodi rendőrkapitányságra. A támadásban senki sem sérült meg, de a következmények miatt a SAO Krajina hatóságai a betakarítás miatt augusztus 10-ig tűzszünetet kértek.

## A hadművelet eseményei
A „Fullánk” (szerbül: Operacija Žaoka) kódnéven ismert hadművelet elsősorban a Dvor és Hrvatska Kostajnica közötti horvátok lakta falvakat, és a Glina város rendőrőrsét célozta meg. Az offenzívára kijelölt erők az SAO Krajina TO 7. Banija hadosztályának egységei voltak, élükön a Kninből telepített és Vasiljković által vezetett különleges rendőrséggel. A hadművelet július 26-án 10:00-kor kezdődött Glina, Kostajnica és Topusko egy órás aknavetős bombázásával.Vasiljković a Glina, Dvor, Hrvatska Kostajnica és Petrinya között található, a Zrinyi-hegység központi részét képező Šamarica körzetében állította fel főhadiszállását.

### Glina
A glinai szárazföldi offenzívát a lázadó egységek egyetlen katonája indította meg, akinek a feladata egy a rendőrséghez közeli területről a JNA páncélozott járművére való tüzelés volt. Ennek az áltámadásnak a szerepe az volt, hogy elhitesse a jármű személyzetével, hogy a horvát rendőrség lőtt rájuk, és a rendőrőrsre való tüzelésre késztesse őket. A lövöldöző szerbet a rendőrség is észlelte, és az állomásról rálőttek, amelyre viszont a JNA is válaszolt. A JNA egy ezredese a helyszínen ezután azzal fenyegetőzött, hogy erőszakot alkalmaz a szerb lázadókkal szemben, hacsak el nem hagyják a helyszínt. A Vasiljkovićtyal folytatott konzultációt követően a SAO Krajina erői továbbindultak Viduševac felé, ahol számos polgári épületre, köztük egy iskolára és egy templomra lőttek, majd megfordultak, hogy más irányból közelítsék meg a rendőrséget. Az aknavetőtűzzel támogatott támadás egészen másnapig tartott. A rendőrőrsöt július 27-én 11 óra 8 perckor elfoglalták. Az SAO Krajina katonai jelentései szerint a harcokban 27 horvát katona és rendőr vesztette életét. Horvát források két rendőr haláláról és két másik megsebesüléséről, valamint két civil haláláról, köztük egy mesterlövészek által megölt német újságíróról számoltak be. A meggyilkolt újságíró, Egon Scotland, a Süddeutsche Zeitung riportere egy jól megjelölt autóban egy riportertársával hagyta el Glinát, amikor életveszélyesen megsebesült. Ugyanez a forrás azt jelzi, hogy a megmaradt horvát rendőröknek sikerült kivonulniuk Glinából Viduševacba.

### Harcok az Una völgyében
Az Una menti horvát falvak elleni támadást a terület egy órás aknavetős bombázása előzte meg. Az akció, melynek során több mint 250 lövést adtak le, július 26-án 10:00-kor kezdődött, majd a gyalogság előrenyomulása követte. A támadó erő 50 fős knini különleges alakulatból, 50 rendőrből és 700 katonából állt. A JNA becslése szerint a Strugától Kozibrodig terjedő területen körülbelül 240–280 horvát rendőr és nemzeti gárdista tartózkodott. A SAO Krajina terve alapján a Braco Orlović vezette zászlóalj Dvorból Zamlača falun keresztül észak felé haladt, hogy megközelítse Struga falut. Miután megérkezett, meg kellett őriznie pozícióját, és lehetőség szerint fokozatosan kellett előre nyomulnia. A horvát védőerőkkel szembeni létszámfölény kialakítására további erőket vetettek be. A Nikola Sundać vezette különleges alakulat, amelyet behívott hadkötelesekkel erősítettek meg, feladata volt, hogy megkerülje Strugát, és az Unčani és Struga község közötti út mentén megakadályozza a forgalmat, így megakadályozva minden hozzáférést Kozibrod irányából. Egy másik, Željko Sanader vezette különleges alakulat feladata volt Kozibrod felé haladva Volinja és Kuljani falvak elfoglalása, míg a támadóerőhöz tartozó második, Mićo Popović vezette zászlóalj Divuša, Golubovac Divuški és Kozibrod közelében állomásozó horvát csapatokat támadott.
Miután Orlović zászlóalja behatolt a védtelen Zamlača faluba, a szerb lázadók egyik házról a másikra támadva feldúlták az otthonokat, és az ott talált civileket a főútra kényszerítették. A faluban mintegy 50 civilt fogtak el, majd élőpajzsot alkotva egy katonai jármű előtt hajtották őket Struga felé. 13:00-ra a Dvor és Kozibrod közötti előrenyomulásra kijelölt összes egység, kivéve a Sundać által irányított szakaszt elérte kitűzött céljait. 14:30-kor megkezdődött a Struga elleni támadás. A Strugát védő horvát erők nem tudtak arról, mi történt Zamlačán. Amikor a SAO Krajina hadereje elérte Strugát, az élőpajzs miatt a védők haboztak rájuk lőni. Ennek következtében három horvát rendőrt, akik egy házban védekeztek körülzárták, majd elfogták. Fogvatartóik lefegyverezték őket, futást parancsoltak nekik, majd megölték őket. A horvát csapatok nem tudták, hogyan kezeljék a helyzetet, ezért kivonultak a falu déli részéből. Az élőpajzs által védett egység nagyon lassan mozgott, és hat órába telt, mire Zamlačából Struga központjába érkezett.
Az élőpajzzsal védett felfegyverzett katonai járművet és az élőpajzsot követő katonákat Struga központjában egyetlen rendőr és egy civil állította meg, akik kézigránátot dobtak, majd a jármű felé rohantak, és derekukra rögzítve további három kézigránátot vittek. Ahogy a kézigránátok felrobbantak, lövöldözés tört ki, lehetővé téve az élőpajzsként hajtott civilek elmenekülését. A támadást végrehajtó horvát rendőr és civil egyaránt meghalt. A források szerint később mindkettejüket (Mile Blažević tartalékos rendőr és Željko Filipović közlekedési rendőr) azonosították. Nem sokkal 16 óra előtt a horvát erők ellentámadásba lendültek, aminek következtében Popović csapatainak nagy része elmenekült. Popović és maradék öt-hat katonája visszavonult. A strugai harcokban legalább öt szerb katona meghalt és húszan megsebesültek. 18:00-ra az Orlović vezette zászlóalj dezertálás miatt állományának 80 százalékát elvesztette. Bogdan Vajagić, a dvori főhadiszállásnak alárendelt krajinai szerb egységek parancsnoka, a dezertálások és a 19:00-kor Strugában történt heves lövöldözés hatására a JNA beavatkozását kérte. A JNA tájékoztatta Vajagićot, hogy Petrinyáról egy egységet küldtek ki, amely lehetővé tette számára, hogy megszakítsa a további harcokat a horvát rendőrséggel, és Vasiljković kérésére erősítésként két szakaszt küldjön Glinába. A JNA harckocsik 19:50-kor érték el Strugát, hogy ott pufferzónát létesítsenek. Az ottani horvát csapatok felajánlották, hogy elhagyják a falut, ha a JNA védelmükre biztosít egy páncélost, és elkíséri őket Hrvatska Kostajnicára. A JNA eleget tett a kérésnek. A harcok során 12 horvát rendőr és 20 civil vesztette életét.

## Következmények
A harcok Topusko környékén tovább folytatódtak, amelyet július 28-án a szerb lázadók ostrom alá vettek. Ugyanezen a napon heves harcok törtek ki Hrvatska Kostajnica és Hrvatska Dubica közelében is. Közben Dvorba érkezett Sundać és szakaszának több katonája, a regionális SAO Krajina katonai főhadiszálláson megfenyegetve a parancsnokot, hogy felelőssé teszi a szakaszt ért, a harcok során elszenvedett veszteségekért. A csoport azt is követelte, hogy a hatóságok adják át a foglyokat, de a követelést elutasították. Végül elmentek a dvori egészségügyi központba, ahol nyolc sebesült horvát civilt és két rendőrt,  kényszerítettek ki az épületből, és 100 bámészkodó szeme láttára megverték őket. Ellentmondó jelentések szólnak arról, hogy mind a tízet megölték, vagy hogy csak meg nem határozott számú nőbeteg halt meg. Július 29-én a Strugában, Unčaniban, Divušában és Golubovac Divuškiban megmaradt horvát civil lakosság elfogadta a JNA ajánlatát, hogy evakuálják őket Hrvatska Kostajnicába. Amikor az evakuált civilek oszlopa elérte Kozibrodot, a falu lakossága is csatlakozott hozzájuk, majd a Kozibrodban állomásozó rendőrök és a Nemzeti Gárda (ZNG) ottani egységei. Ezzel az SAO Krajina és a JNA kezébe került Banovina nagy része.

### További harcok
Augusztus 7-én Hrvatska Kostajnica környékén ismét fellángoltak a harcok a régióban, amikor a szerbek tüzérségi támadást indítottak Topuszka ellen. Augusztus 14-én fogolycsere keretében szabadon engedték azokat a rendőröket, akiket júniusban a glinai rendőrőrs elleni első támadás során fogtak el. Franjo Tuđman horvát elnök augusztus 25-én személyesen ellenőrizte a horvát csapatok Hrvatska Kostajnicában, valamint Petrinyában és Sziszekben elfoglalt állásait. A horvát helyzet a régióban szeptember 9-én tovább romlott, amikor a szerbek Hrvatska Kostajnicát ostrom alá vették. Három nappal később az SAO Krajina csapatai elfoglalták a várost uraló magaslatot, a horvát erők pedig megkezdték a kitörést Hrvatska Kostajnicáról. Szeptember 13-án, miután a JNA tüzérsége és tankjai által támogatott súlyos támadások mintegy 300 horvát katonát kényszerítettek visszavonulásra vagy megadásra Hrvatska Kostajnicát elfoglalták a SAO Krajina erői. A város elfoglalását a városban és a környező falvakban gyilkosságok, fosztogatások és épületek felgyújtása követte. Összesen 67 horvát katonát fogtak el a városban, akiket a glinai börtönbe szállítottak, de oda egyikük sem érkezett meg. Az SAO Krajina erői még aznap elfoglalták Hrvatska Dubicát, szeptember 14-én pedig Topuszkát. Szeptember 21-én elfoglalták Petrinyát, Horvátországnak a Kulpa folyó déli (jobb) partján fekvő fontos hídfőjét. A város elfoglalására körülbelül egy hónappal azután került sor, hogy Martić bejelentette, hogy az SAO Krajina azt tervezi, hogy ellenőrizni kívánja a várost.
A hónap végére a szerb lázadók és a JNA már a folyó szinte teljes déli partját ellenőrizték, és a térségben a frontvonalak nagyjából stabilizálódtak. A Vance-tervet megvalósító 1992. január 3-i tűzszünet előtt a szerb lázadók és a JNA még két sikertelen kísérletet tett a horvát erők visszaszorítására a térségben. Ezek a támadások magukban foglalták a JNA őszi hadjáratát október 17–18-án Slana és Novi Farkašić térségében, valamint november 2-án Sunja térségében. Ugyanebben az időszakban, december 11-13-án a ZNG sikertelen offenzívát indított „Forgószél” kódnéven, annak érdekében, hogy visszafoglalja Glinát. A Hrvatska Dubica területén maradt mintegy 120 horvátot kiűzték otthonaikból, majd közülük az október 21-iki baćini mészárlásban több mint ötvenet megöltek, a többieket pedig november 20-án összegyűjtötték és kiűzték a térségből.

### A háborús bűnösök felelősségre vonása

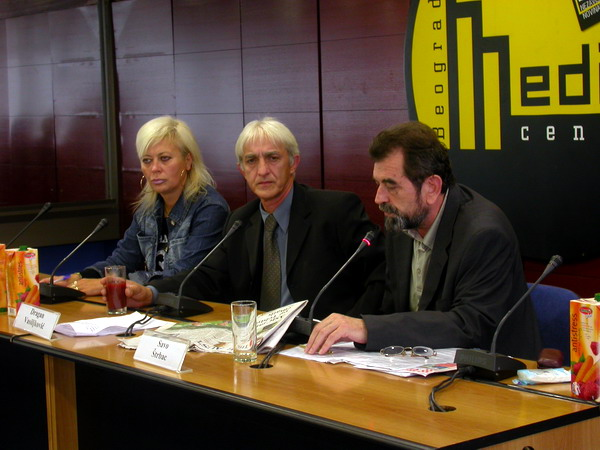
Dragan Vasiljković (középen) 2005-ben Belgrádban

Az ausztrál bírósági dokumentumok szerint 2006. január 10-én a Šibenik megyei bíróság elrendelte Vasiljković letartóztatását. A vádban felsorolt bűncselekmények, két rendbeli állítólagos hadifoglyok elleni háborús bűntett, és egy rendbeli, a polgári lakosság ellen elkövetett állítólagos háborús bűncselekmény voltak. Az utóbbiak a Glina elleni támadásban játszott szerepével voltak kapcsolatosak, amely során civilek haltak és sebesültek meg. Vasiljkovićot 2006-ban Ausztráliában tartóztatták le, de ausztrál állampolgárként fellebbezett a Horvátországnak történő kiadatás ellen, arra hivatkozva, hogy ott nem kap tisztességes eljárást. A fellebbezésnek a Szövetségi Bíróság 2009-ben helyt adott, Vasiljkovićot pedig szabadlábra helyezték. Az ausztrál Legfelsőbb Bíróság azonban hatályon kívül helyezte a döntést, és miután a rendőrség 43 napig kereste, Vasiljkovićot letartóztatták,. Ezt követően Vasiljković más indokokra hivatkozva fellebbezett a kiadatása ellen. Kiadatását Jason Clare belügyminiszter 2012 novemberében hagyta jóvá, de Vasiljković fellebbezett ez ellen a döntés ellen is. 2014 decemberében a Szövetségi Bíróság helybenhagyta Clare határozatát.
1994-ben a horvát hatóságok Strugában, Zamlačában és Kozibrodban elkövetett háborús bűnök vádjával távollétében pert indítottak Đuro Đurić, a SAO Krajina egykori rendőre ellen. Az eljárás során Đurićot húsz év börtönbüntetésre ítélték. Đurić 2001-ben a dvori határátkelőn adta fel magát a horvát rendőrségnek. Két hónapos letartóztatás után szabadon engedték és elhagyta az országot. Đurić 2009 februárjában tért vissza Horvátországba, amikor azonos vádak miatt ismét letartóztatták. Egy hónappal később, miután tanúkat hallgattak ki, ismét szabadon engedték, mert nem sikerült összefüggésbe hozniuk azokkal a háborús bűnökkel, amelyekkel vádolták.

### Hatása a háborús újságírásra
Egon Scotlandnak, a Süddeutsche Zeitung riporterének értelmetlen halála nagy hatással volt az újságíró társadalomra. Scotland azért utazott a régióba, hogy kivizsgálja egy újságírótárs eltűnését, akiről azt feltételezték, hogy a horvátországi szerb erők őrizetbe vették, és azért ment, hogy segítsen neki. A szolgálat teljesítése közben bekövetkezett halála, miközben egy riportertársának akart segíteni, jelentős hatással volt a német médiára és a német közvéleményre. Scotland halála megerősítette azt a képet, hogy a konfliktus egy olyan háború, amelyben nem tartják be a nemzetközi háborús szabályokat. Halála nyomán müncheni újságírók 1993-ban létrehozták az „Újságírók segítik az újságírókat” (németül: Journalisten helfen Journalisten) egyesületet, hogy úgy segítsenek az újságíróknak, ahogy az  Scotland szándéka volt, amikor megölték. Scotland halála lendületet adott a Riporterek Határok Nélkül szervezet német szekciója 1994-es létrehozásának is.

## Fordítás
Ez a szócikk részben vagy egészben  az   Operation Stinger című angol Wikipédia-szócikk ezen változatának fordításán alapul.  Az eredeti cikk szerkesztőit annak laptörténete sorolja fel. Ez a jelzés csupán a megfogalmazás eredetét és a szerzői jogokat jelzi, nem szolgál a cikkben szereplő információk forrásmegjelöléseként.